# U Orionis
U Orionis, abgekürzt U Ori, ist ein veränderlicher Stern vom Mira-Typ im Sternbild Orion.
Es handelt sich um einen klassischen langperiodischen veränderlichen Stern, der seit 1885 beobachtet wird.

## Entdeckung

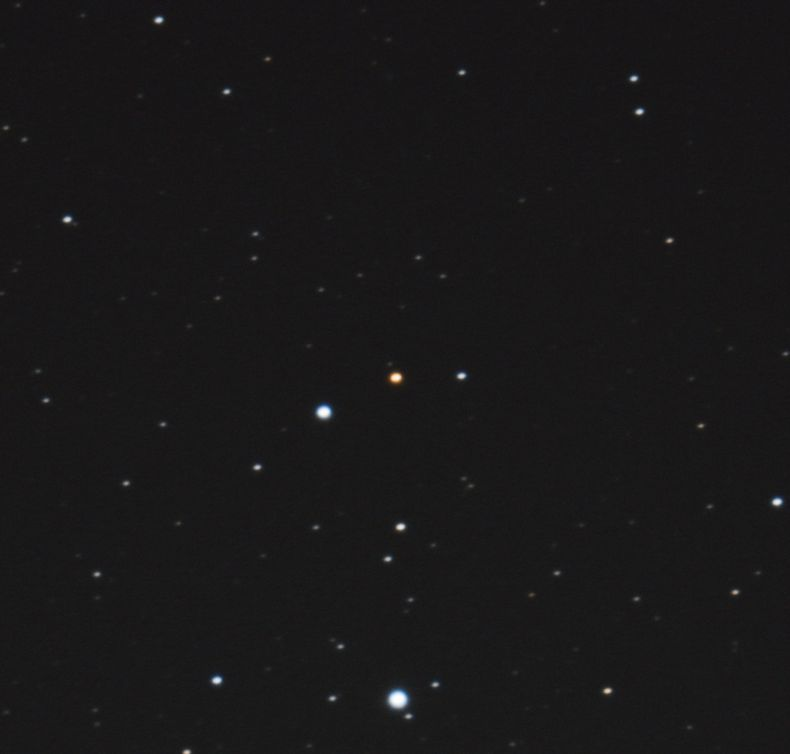
U Orionis in der Bildmitte mit einer scheinbaren Helligkeit von ca. 12 mag (5. Februar 2017)

Der Stern wurde am 13. Dezember 1885 von J. E. Gore entdeckt und anfänglich für eine Nova im frühen Abklingstadium gehalten, aber ein in Havard aufgenommenes Spektrum zeigte Eigenschaften ähnlich zu denen von Mira. So wurde U Orionis der erste langperiodische veränderliche Stern, der anhand einer fotografischen Aufnahme seines Spektrums erkannt wurde.

## Position
Der Stern U Orionis befindet sich im nördlichen Bereich des Sternbildes Orion, östlich des Sternbilds Zwillinge. U Orionis liegt weniger als ein halbes Grad östlich des mit einer kleineren Amplitude veränderlichen Sterns χ1 Orionis und weniger als eine Bogenminute vom sehr viel schwächeren bedeckungsveränderlichen Stern  UW Orionis entfernt. χ1 Orionis ist ein wenig heller als U Orionis an seinem Helligkeitsmaximum, während UW Orionis mehr als tausendmal schwächer ist, vergleichbar mit U Orionis an seinem Helligkeitsminimum.

## Sternparameter

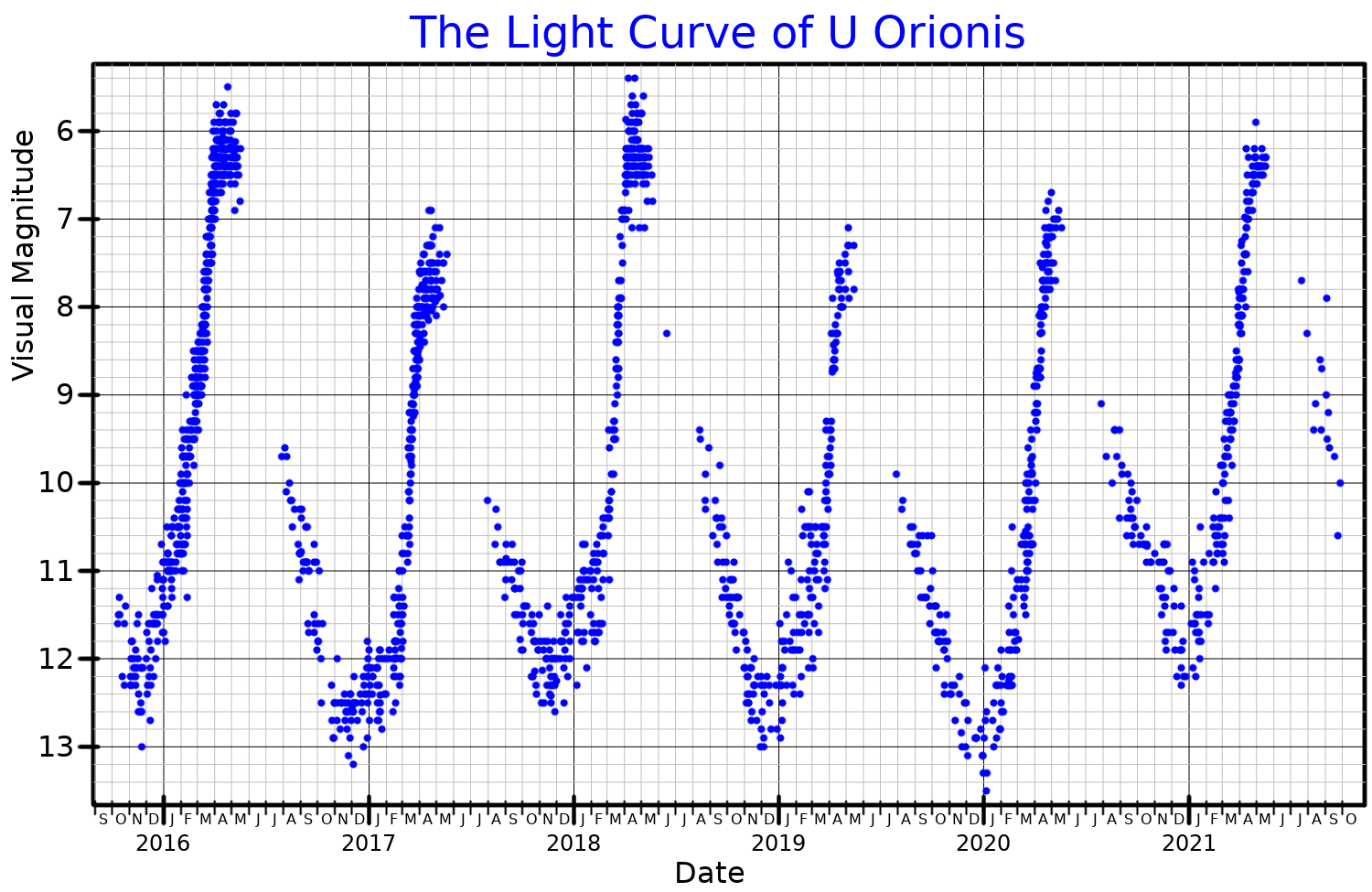
Die visuelle Lichtkurve von U Orionis nach AAVSO-Daten

Der Stern hat eine geringe effektive Temperatur, sie schwankt mit den Pulsationen, liegt aber bei grob 2.700 K. Er ist zu einem Radius von 370 R☉ aufgebläht und hat eine Leuchtkraft, die um den Faktor 7.000 größer ist als die Sonnenleuchtkraft.
Würde U Orionis an die Stelle unserer Sonne gesetzt, so würde sie über die Marsbahn hinausreichen, der Radius läge bei ca. 1,7 astronomischen Einheiten.
Die Dauer zwischen zwei Helligkeitsmaxima beträgt gut ein Jahr, wie der abgebildeten Lichtkurve entnommen werden kann. Im Bright-Star-Katalog werden 368,3 Tage angegeben, mit einer Schwankung zwischen 367,9 und 376,0 Tagen.

## Mögliches Planetensystem
Nach Rudnitskij konnte eine 12- bis 15-jährige überlagerte Periodizität beobachtet werden. Der Autor schließt, dass eine solche Periodizität mit der Umlaufperiode eines unsichtbaren Begleiters zusammenfallen könnte, möglicherweise eines Planeten. Bislang (2023) gibt es allerdings keinen klaren Hinweis auf ein Planetensystem.